# جرندة (إقليم فرنسي)
إقليم جِرُنْدَةُ أو جِيرُند (بالفرنسية: Gironde)‏ هو إقليم فرنسي، يقع في الجنوب الغربي للبلاد وهو تابع لمنطقة أقطانية الجديدة، يعد إقليم جرندة أكبر اقليم في فرنسا متروبوليتان من حيث المساحة والثاني في الجمهورية الفرنسية بعد غويانا الفرنسية ، يرجع اسم الإقليم إلى مصب نهر الجيروند .

عاصمة اقليم جيروند هي مدينة بوردو، كما تضم مدنًا مثل: ليبورن، اركاشون، ميرينياك، لانغون، بلاي و لاكانو. يبلغ عدد سكانه 1,654,970 نسمة وفق تعداد عام 2021. الكثافة السكانية في الإقليم 165.9 نسمة لكل كيلومتر مربع.

تعليق

## توأمة
لجرندة (إقليم فرنسي) اتفاقيات توأمة مع:
- بوبوديولاسو (1993)

## أعلام
- أندريه مينو
- أريك هولدر
- بيير بيرنارد